# Орловичі (зупинний пункт)
Орло́вичі (біл. Арловічы) — зупинний пункт Берестейського відділення Білоруської залізниці в Дорогичинському районі Берестейської області . Розташований у селі Орловичі на лінії Лунинець — Жабинка, між станцією Дрогичин і зупинним пунктом Пигановичі.